# Speronara

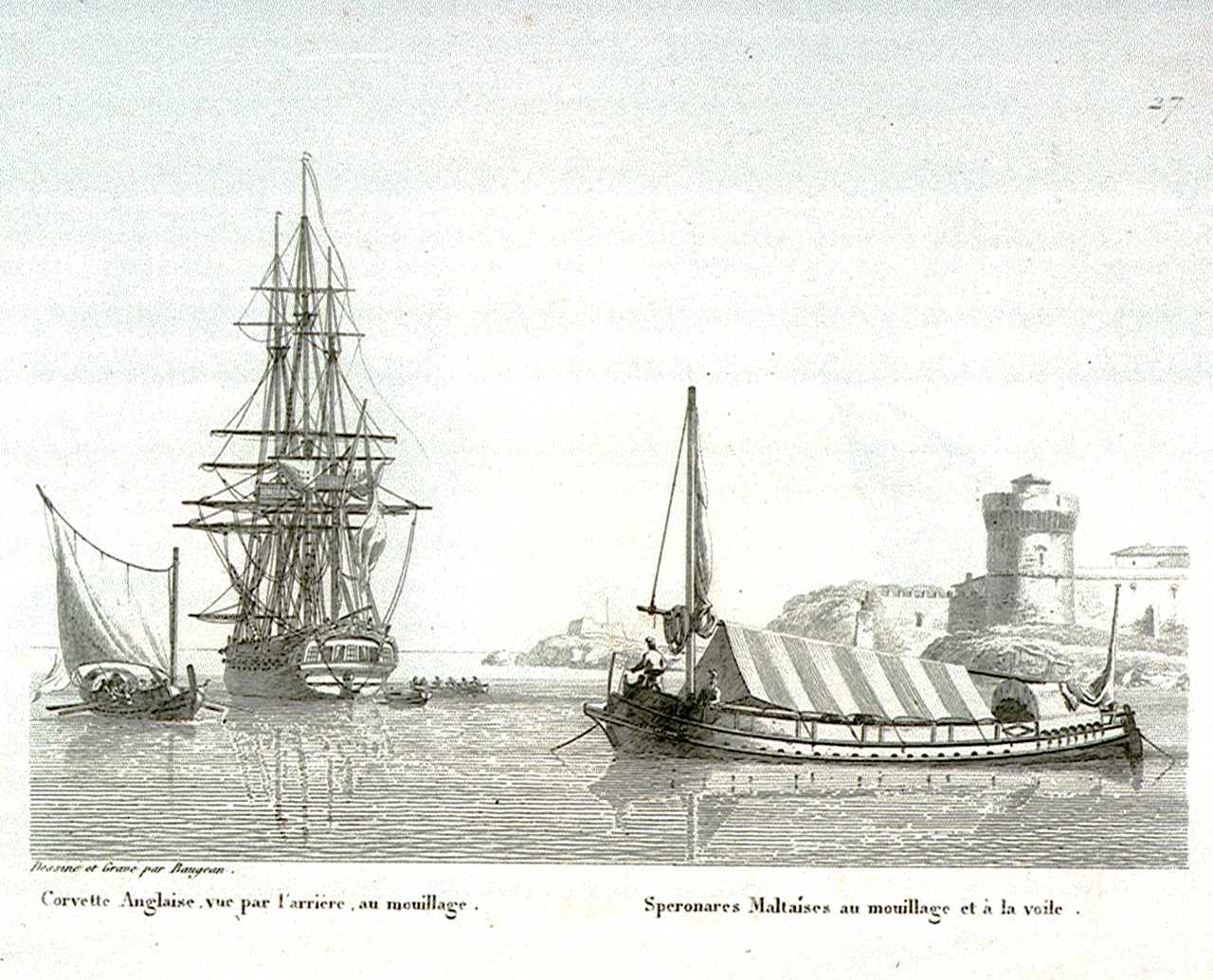
Vista posterior de un sloop anclado de la Armada Real británica, y dos speronaras maltesas, una de anclada y una navegante a vela, Museo Marítimo Nacional

Una speronara (en italiano: speronara, en maltés: xprunara) era un tipo de embarcación mercante habilitada en el mar mediterráneo en los siglos XVIII y XIX. Estas barcas no tenían cubierta y sólo tenían un palo, a menudo con una vela latina. Eran comunes en el comercio entre Malta y Sicilia, aunque la Armada francesa ocasionalmente las construía o las adquirió, armándolas y utilizándolas cómo cañoneras. Las speronaras de la clase Calypso y Nausicaa se pueden tomar como un ejemplo práctico.

## Barcas derivadas
Aunque su medida es más reducida, lo que distingue principalmente la firilla como derivada de la speronara es la forma de la cubierta: el arrufo de la cubierta delantera (tamburett tal-pruwa) sigue la "tappiera" del francobordo que se levanta hacia delante con un fuerte arrufo lateral de la cubierta. Como derivada suya, la firilla también se aprovechó de la transformación de la vela con botavara de la speronara hacia la vela latina.